# 四世同堂
《四世同堂》，中国作家老舍的长篇小说。本书位列1999年《亞洲周刊》「20世纪中文小说100强」第25名。1949年曾在美国出版节译本，当时出版的书名为《黄色风暴》，被誉为“好评最多的小说之一，也是美国同一时期所出版的最优秀的小说之一”。

## 内容
《四世同堂》一书分为3部，共100段。1944年在重庆的《扫荡报》连载，作者打算用两年时间写完，但由于时局动荡，且作者身患多种病痛，直到1945年底才完成第一、二部。第一部、第二部是在中国国内完成的。第三部是在他接受美国国务院邀请，赴美讲学期间完成的。《四世同堂》第三部的最后13段，由于历史原因，并未出版，后在文革中被毁。中文版仅剩87段。1983年，人民文学出版社从《四世同堂》英文节译版翻译了最后13段，这样才凑齐了100段。2014年，上海译文出版社副社长赵武平无意中在哈佛大学施莱辛格图书馆发现《四世同堂》英译全稿，上面保留了老舍修改手迹、示意图、译名表等内容。赵武平对百页材料进行分析、研究，终于完成《四世同堂》的完整中文回译工作。2018年出版了人民文学出版社的回译版本。
1946年，老舍赴美，把《四世同堂》原稿带至美国，出版了其英文版，相对于中文版，这个版本包含了最后的13段，但比中文原稿少了许多内容。
《四世同堂》除前面的序外，分为三部，分别为：第一部《惶惑》；第二部《偷生》；第三部《饥荒》。本作品的时代背景为抗日战争时期，时值卢沟桥事变("七·七”事變)爆发、北平沦陷，描述了北平一条胡同（“小羊圈胡同”，即如今的小杨家胡同和大杨家胡同）的居民在沦落为亡国奴之后发生的故事，主要书写了祁姓家族四代人所遭受的种种哀痛和不幸，着重刻画了祁瑞宣这一苦闷的角色，揭发了日本军团的残暴和虚假和平的阴谋，塑造了诸如祁瑞宣、钱默吟、李四爷等等可歌可泣的人物，他们在国难当头之际，有的因家庭拖累而不能逃出北平去参军，却以各自的方式帮助国家；有的在白色恐怖之下，仍然坚持传统的礼义廉耻，相互关爱和帮助。同时，作者也塑造了鲜明的反派角色如冠晓荷、大赤包、蓝东阳等等，他们甘愿沦为汉奸，不顾廉耻，自私自利，极尽谄媚巴结之能事，道尽了世态炎凉。
胡絜青（老舍夫人）在《四世同堂·前言》写道：“小说就是通过这些人的故事，抒写了北平人民的爱国激情和崇高的民族气节，揭露了日本侵略者及其走狗的凶残、虚伪和无耻。”

## 人物
小羊圈五號　祁家
祁老人：小羊圈祁家的大家長兼奠基者。高個兒，長臉，小眼睛，年輕時綽號「祁大個子」，1862年8月12日生，小說開始於七七事變的北京，他正好75歲，是一個永遠會在家裡存三個月乾糧，懂得世故的老北京。並且相信北京城是首善之都，再亂都不會亂超過三個月．和小羊圈一號的大家長錢默吟是忘年之交，喜歡彼此切磋園藝。也相當尊重小羊圈二號的李四爺，喜歡和他在小羊圈的葫蘆胸空地聊些陳穀子爛芝麻的天寶遺事，一聊就是個把小時。
祁天佑：祁老人的兒子，第一個在小羊圈出生的祁家人。五十多歲，黑鬍子，中等身材。北京城某家布舖的掌櫃。
天佑太太：病情時好時壞的藥罐子，個性較優柔寡斷，最擔心自己死後的屍體因為日本人佔領北京無法運出城門而給家族造成麻煩。
祁瑞宣：祁家第三代，長孫，教書先生。懂得現代男女的自由戀愛，但卻選擇配合父母之命娶了一位從不認識的太太。滿懷一股青年報國的熱血，但卻因為長孫的責任而選擇待在北京城照顧一家老小。與小羊圈一號的大少爺錢孟石、二少爺錢仲石是同學。
祁瑞豐：祁瑞宣的二弟，不問世事，勢利眼，善交際。喜歡和太太一起出入一些聲色場所。
祁瑞全：祁瑞宣的三弟，大學生，愛打球，滿腔熱血的愛國青年，在畢業前逃出北京城投入抗日戰爭。愛慕隔壁小羊圈三號的冠家二小姐。
小順兒的媽：祁瑞宣的媳婦，祁老人的長孫媳，28歲。嫁入祁家後老公祁瑞宣替她取了學名「韻梅」，但是因為諧音聽起來像「運煤」，所以連取名的老公自己都覺得不大適合，所以大家都叫她「小順兒的娘」。嫁到祁家後專心操持家務，一人擔起祁家一家老小的吃和拉撒睡。
順兒：祁瑞宣的兒子，祁家第四代。
妞子：祁瑞宣的女兒，順兒的妹妹，祁家第四代。
小羊圈一號　錢家
錢默吟：滿懷浪漫的詩人，不愛與人交際，也不愛麻煩別人。唯一的社交活動就是與三不五時上門的祁老人、祁瑞宣聊聊天。注重內在，所以不會花精神在打扮上，常常穿著一些二三十年前流行的服飾。喜好花藝以及所有的琴棋書畫。不大懂得理財。
錢太太：大門不出二門不邁的傳統婦女，但是其不出門不是因為錢先生有什麼傳統觀念，而是因為身為家長的錢先生相當不愛打扮，所以錢家的婦女也就不大好意思打扮得太招搖，久而久之，為了避免自慚形穢而就不出門了。
錢孟石：錢默吟的長子，教師，和祁瑞宣是同學．個性和其父相同，都愛琴棋書畫，是個寧願日子過得清寒些也不願在學校多賺點鐘點費的讀書人。
錢仲石：錢默吟的次子，喜歡鼓搗些汽車相關的機械。在小說開始時便投身抗日行列。
小羊圈三號　冠家
冠曉荷：曾在軍閥時代當過地位不高，而油水頗豐的官。曾幹過稅務局長，頭等縣的縣長，和某些省政府的小官兒。有兩個太太和兩個女兒。始終以為當官是種不需要專業知識，只需會交際。後來因為南京政府掌權而官運受阻，賦閒在家十多年，終日汲汲營營於認識權貴，希望有朝一日能因此官運亨通，一解十多年來的怨氣。
冠大奶奶：大個子，五十多歲還專愛穿大紅衣服，所以綽號叫做「大赤包」。為冠曉荷生了兩個女兒，相當勢利眼，嗜賭，終日慫恿其丈夫去結交巴結朋友。
尤桐芳：東北人，唱奉天大鼓出生的風塵女子。因為其出身，所以對小羊圈裡一些從事低賤行業的街坊鄰居有較多的照顧與同情。冠曉荷當初是因為元配一直沒有生兒子才娶了她，但是她的肚子卻始終不爭氣，所以其在冠家的地位相對卑微。但是因為某種窮苦人的骨氣，她和冠大奶奶吵起架來卻沒有因此示弱，其氣勢反倒像是有十幾個兒子在幫她撐腰的樣子。也因為地位不高，而和冠大奶奶那個不受寵的大女兒高第頗要好。
冠高第：冠曉荷和冠大奶奶的長女，因為長相較不好看而不受寵。常常被母親嫌嫁不出去，因此始終幻想自己能找到一個如意郎君來讓大家對她刮目看。單戀著錢家的次子錢仲石。
冠招弟：冠曉荷和冠大奶奶的次女，長相極美，但是吃不了苦。與祁瑞全相好。
小羊圈二號　李家
李四爺：急公好義的老好人，平時職業是幫人搬家的〝窩脖兒〞，還有偶爾會兼差做扛棺材的槓夫。他是二號院的屋主，也是個好房東。
李四爺的太太：與丈夫同樣急公好義，但是視力不好。與李四爺育有一子。
小羊圈四號　小雜院
孫七：替人剃頭維生。
小崔：拉車的「車把式」，喜歡與孫七鬥嘴。平常疼愛老婆，但喝了酒之後就會變成家暴犯。
馬老寡婦：與李四爺太太一樣好心的老婦人，但是多了一份長年獨立夫養外孫長大所導致的謹慎。
程長順：馬老寡婦的外孫，沿街播「轉盤的話匣子」為業。
小羊圈六號　小雜院
丁約翰：因為篤信基督就自以為高人一等的假洋鬼子，在東交民巷的英國領事館當擺台（前台接待）。
劉師傅：搭棚師傅，懂拳腳功夫，也會舞獅。
小文：民國元年元旦出生的末代侯爵，喜好各式戲曲和遊戲，不好讀書，所以識字不多。喜愛唱老生戲，據說嗓音頗有譚叫天之韻味，亦擅長琵琶與二胡。後因家道中落而淪做賣藝的，表面上是票友，但實際上是個拿「黑杵」的。有著前清貴族的落落大方，和市井小民的識時務知好歹。
文若霞：小文的太太，面貌姣好，一個論唱、論做、論扮相都具專業水準的票友。常與丈夫兩人一拉一唱地到處賣藝。
小羊圈七號　大雜院
方六：黑毛兒．說相聲的。
其他
白巡長：分管小羊圈的巡警，謹小慎微，誰都不得罪。
常二爺：住在北京城郊外的老農夫，與祁家是世交。祁老人把父母祖墳的那塊地賃了他，但並沒有向他收多少地租，所以平常沒事也會主動幫忙祁家整理看守祖墳。
金三爺：錢家大少奶奶的父親，房屋仲介，少年時練過梅花樁和形意拳，玩過石鎖也摔過「私跤」，所以年老了卻還壯得跟頭牛一樣。
陳野求：一個被八個孩子逼得走投無路的落魄知識分子，錢家老太太的弟弟。

## 作品改编
- 1985年林汝为导演电视剧：四世同堂 (1985年电视剧)
- 2007年汪俊导演电视剧，四世同堂 (2009年电视剧)
- 2011年田沁鑫、安莹联合编剧，田沁鑫导演话剧